# Metadenopus ankaranus
Metadenopus ankaranus är en insektsart som först beskrevs av Bodenheimer 1953.  Metadenopus ankaranus ingår i släktet Metadenopus och familjen ullsköldlöss.
Artens utbredningsområde är Turkiet. Inga underarter finns listade i Catalogue of Life.